# Indirana phrynoderma
Indirana phrynoderma är en groddjursart som först beskrevs av George Albert Boulenger 1882.  Indirana phrynoderma ingår i släktet Indirana och familjen Ranixalidae. IUCN kategoriserar arten globalt som akut hotad. Inga underarter finns listade i Catalogue of Life.